# Gouverneur (Ancien Régime)
Pour l’article homonyme, voir Gouverneur.

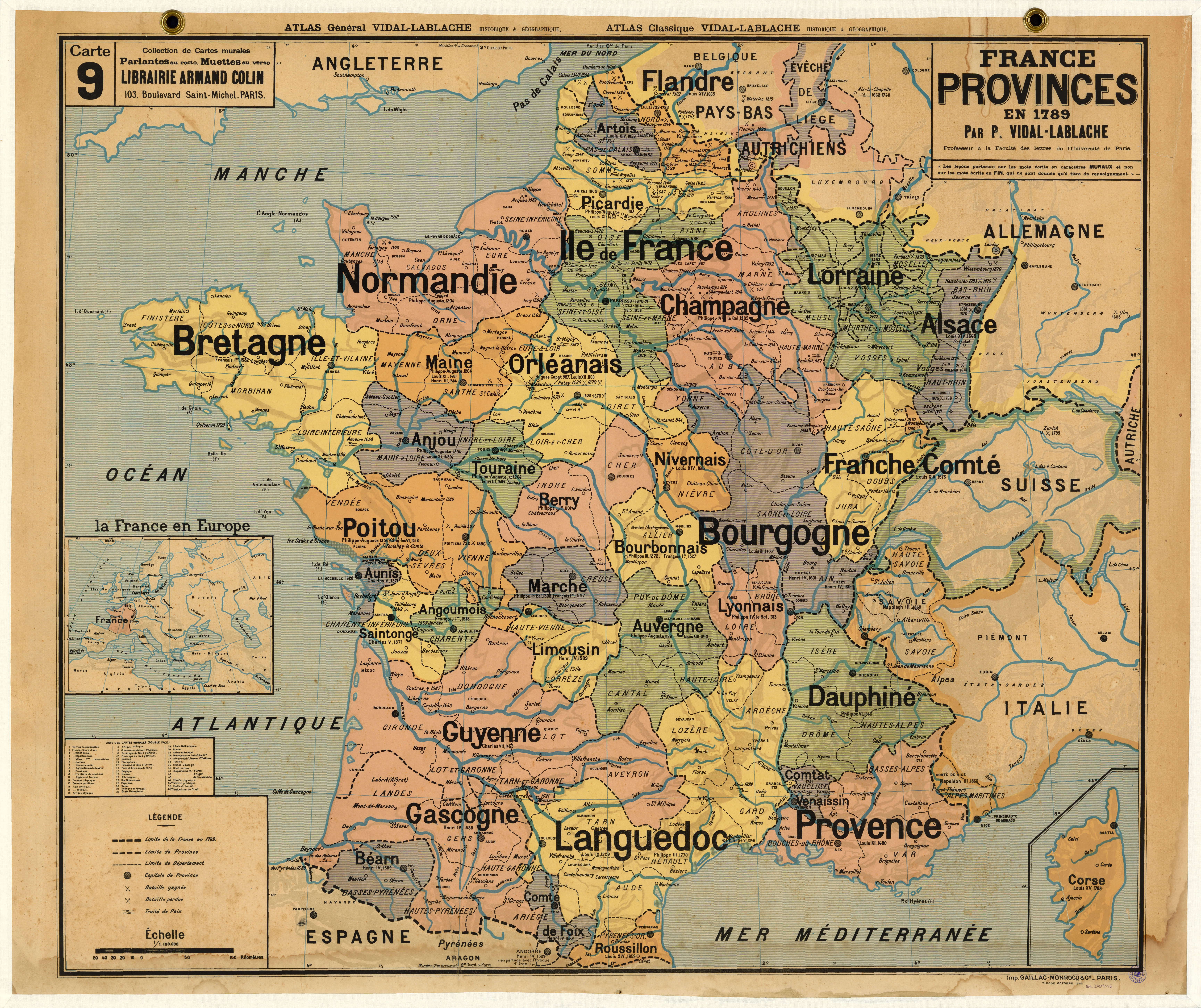
Les gouvernements de France en 1789.

Le gouverneur (parfois appelé capitaine) de province, de ville ou de forteresse est un des principaux représentants du pouvoir royal dans le royaume de France. Ses pouvoirs et attributions évoluent tout au long de l'Ancien Régime : s'il fait figure de vice-roi jusqu'au début du XVIIe siècle, commandant les troupes de la province et parfois se révoltant contre le pouvoir central, son rôle diminue sous la monarchie absolue et tend à devenir honorifique jusqu'à la fin du XVIIIe siècle.

## Historique
La fonction de gouverneur et de capitaine de place apparaît de façon isolée au XIIIe siècle et de façon plus fréquente aux XIVe et XVe siècles, pendant la guerre de Cent Ans ; elle répond en effet à la nécessité qu’est le maintien de l'ordre et la défense du territoire pendant cette période troublée. Le gouverneur ou capitaine assure le commandement de la garnison et les fonctions militaires pour lesquelles le bailli, accaparé par ses fonctions civiles, est peu disponible.   
La fonction de gouverneur comme commissaire ordinaire du roi, chargé de le représenter dans une circonscription administrative appelée gouvernement, est vraiment créée au XVe siècle, bien que ses prérogatives soient encore floues. Pendant les XVIe et XVIIe siècles, son rôle s'accroît avec le développement de l'armée permanente.   
À partir de la fin du XVe siècle, plusieurs ordonnances précisent le statut des gouverneurs, essentiellement militaire : celle de Louis XII en 1498 ; celle de Moulins, édictée par Charles IX en 1566, supprimant leur droit de grâce ; celle de Blois, édictée par Henri III en 1579, énonçant que leur charge est une « commission » révocable et non un « office » viager.  
Ses fonctions sont multiples : chef de l'armée, il peut en réalité intervenir en toutes occasions où l'ordre public, la sécurité des populations ou l'autorité royale sont menacés. Il doit « faire vivre en bonne union et concorde les uns avec les autres », arbitrer les querelles des habitants, réprimer les voleurs, vagabonds, criminels et rebelles. Il commande également les troupes en garnison ; il peut convoquer le ban et l'arrière-ban ou la milice bourgeoise, et veiller au service des étapes des troupes en transit. En raison de ses pouvoirs militaires, il est choisi exclusivement dans l'ordre de la noblesse.   
Il peut prêter main-forte aux juges et convoquer les états provinciaux, mais il lui est interdit de lever des impôts et taxes comme de rendre la justice. Ses attributions sont donc différentes de celles de l'intendant, à caractères administratif et fiscal.   
L'ordonnance de Blois réduit à 12 le nombre des gouvernements généraux et particuliers : la Bretagne, la Normandie, la Picardie, la Champagne, la Bourgogne, la Bresse, le Dauphiné, la Provence, le Languedoc, la Guyenne, l'Orléanais et l'Île-de-France. Ils sont 19 en 1624, 25 à 26 au milieu du XVIIe siècle, 35 en 1718 et 39 en 1774 . 

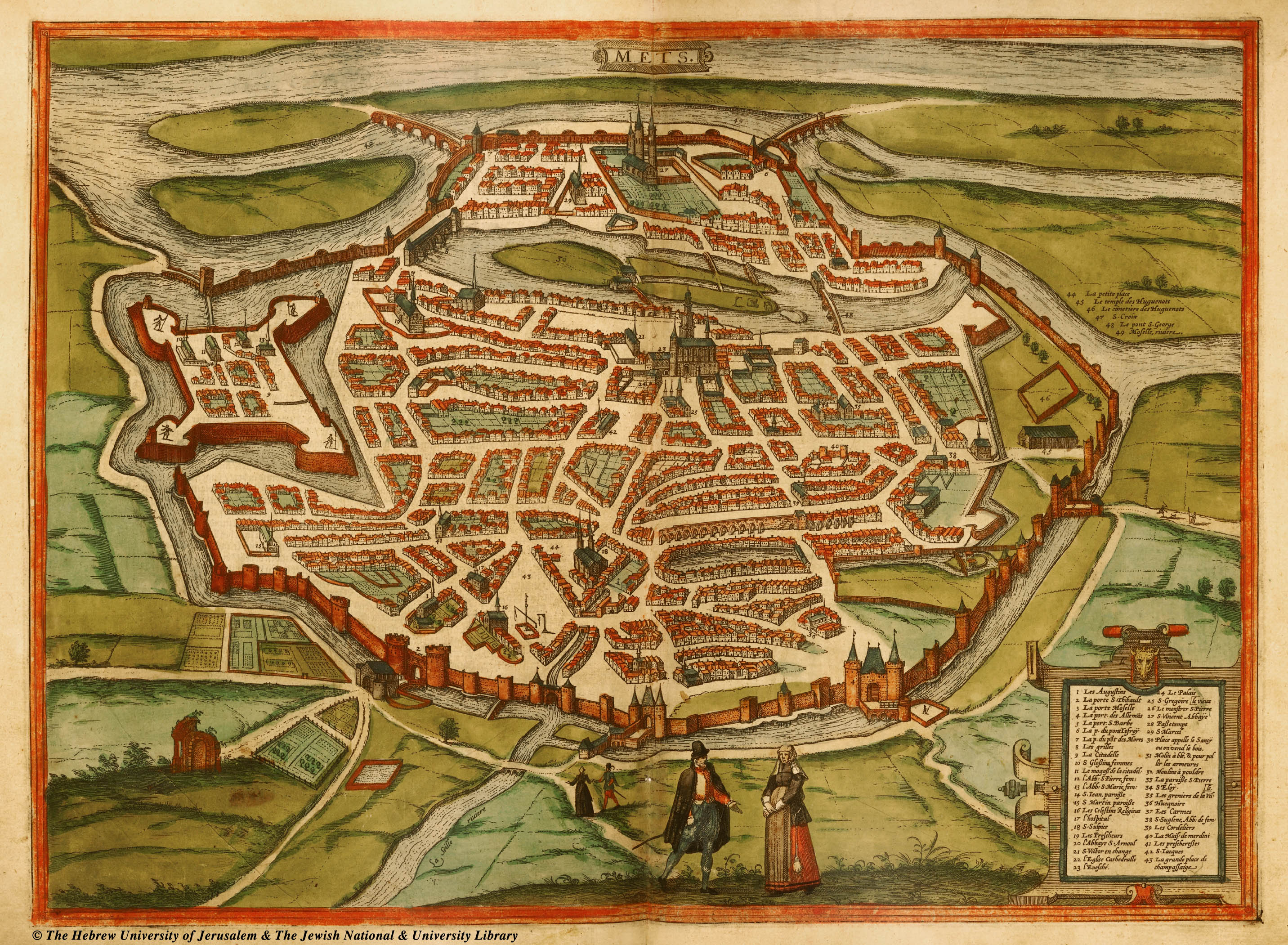
Ville et citadelle de Metz bâtie par le gouverneur François de Scépeaux de Vieilleville, gravure du Civitates Orbis Terrarum de Braun et Hogenberg, 1575.

En ce qui concerne les gouverneurs de place forte, chargés de l'entretien et de la défense des fortifications, un auteur du XVIIe siècle, Antoine de Ville, note que leurs prérogatives et attributions varient considérablement selon le statut de la place, l'état de paix ou de guerre, les relations avec le gouverneur ou le lieutenant général de la province, avec les autorités civiles urbaines ou les commandants des troupes de campagne qui stationnent dans la place, « comme aussi selon qu'il plaist au Prince », ce qui donne lieu à d'innombrables contestations. 
Le gouverneur de province est généralement choisi dans la haute noblesse ou parmi les maréchaux de France. Sous Henri IV et Louis XIII, il jouit d'une grande indépendance et il lui arrive de se révolter, comme le maréchal de Biron en Bresse, le maréchal de La Force en Béarn ou le duc de Montmorency en Languedoc. Le cardinal de Richelieu procède à une purge sévère : de 19 gouverneurs en place en 1624 au début de son ministère, il n'en reste que 4 à sa mort en 1642. Le pouvoir royal peut également laisser vacant un gouvernement comme entre 1661 et 1671, pour la Guyenne. 
Pour limiter l'autorité des gouverneurs de province, le roi nomme directement les gouverneurs de villes et de châteaux qui ne sont généralement pas choisis dans les mêmes familles ; il nomme aussi des gouverneurs différents pour la ville et la citadelle, celui de la ville ayant autorité sur la milice bourgeoise. Un édit d'août 1696 instaure un statut fixe de gouverneur de ville et de place pour remplacer les anciennes charges de gouverneur et de « capitaine chastelain » : ce poste devient un office héréditaire au bénéfice d'anciens maires ou de vieux militaires, assorti de privilèges et avantages honorifiques comme de passer la revue des troupes et allumer les feux de joie.
N'étant point propriétaires de leur charge, les gouverneurs sont révocables à tout instant ; à partir du XVIIe siècle notamment, le roi n’hésitent pas à user de cela, s’il estime que l'influence de ces hauts personnages contrebalance la sienne. 
Le gouverneur est assisté par un ou plusieurs lieutenants de roi selon la taille de la province (trois en Languedoc), généralement des militaires aguerris ; en 1776, le nombre des lieutenants généraux de ville, place forte ou château est réduit à 176. Ces lieutenants généraux prennent le véritable commandement de l'armée.

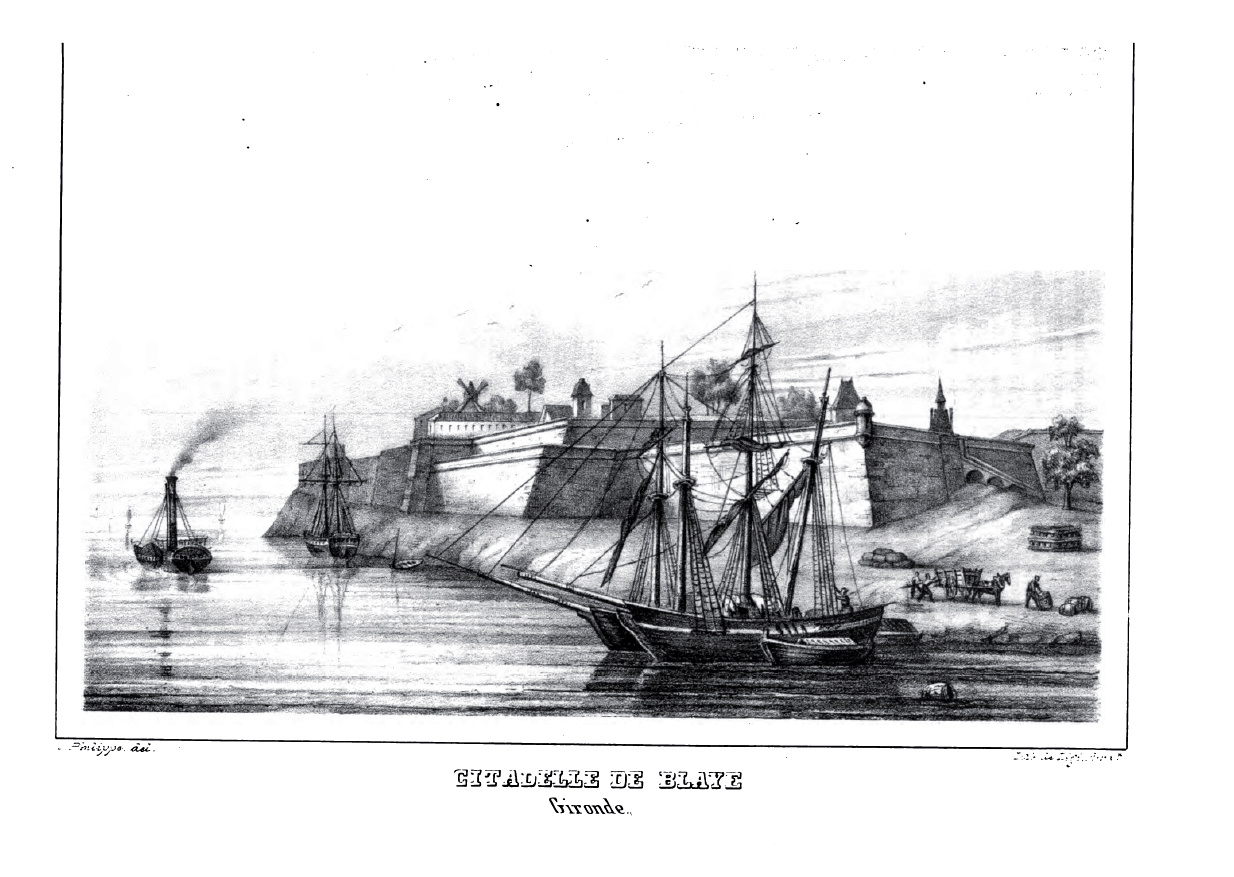
La citadelle de Blaye, Alexandre Ducourneau, La Guienne historique et Monumentale, 1844.

Il est d'usage que le gouverneur fasse de grandes dépenses dans le pays, dépassant largement son traitement et les dons votés par les États, et il peut se constituer une clientèle personnelle. Ainsi, Claude de Rouvroy de Saint-Simon, gouverneur de la place de Blaye en Guyenne, paie de sa poche une partie des travaux d'entretien des remparts. Le maréchal de la Ferté, gouverneur du duché de Lorraine occupé et annexé de 1643 à 1661, réside dans le palais des ducs de Lorraine et l'orne de nouvelles peintures commandées à Claude Deruet.
Sans avoir le caractère d'un office vénal, le poste de gouverneur tend à devenir héréditaire dans les mêmes familles, le titulaire assurant la survivance à son fils ou à un proche parent. Ainsi, les Duras, au XVIIIe siècle, occupent les postes de gouverneur, lieutenant général ou commandant des troupes en Franche-Comté. En 1717, le gouverneur en titre de la Flandre est Joseph Marie de Boufflers, âgé de trois ans, par succession de son père ; c'est sa mère, la maréchale de Boufflers, qui veille à ses intérêts. De 1670 à la fin de l'Ancien Régime, la famille de Neufville de Villeroy détient le poste de gouverneur de Lyon. 
Le gouvernement de Bayonne, place frontalière et maritime d'importance stratégique, est, à partir du XVIe siècle, héréditaire dans la maison de Gramont : le gouverneur, appartenant à la noblesse de cour, n'y fait que des séjours épisodiques en temps de paix et confie l'administration à un lieutenant de roi mais il est souvent présent pendant les guerres franco-espagnoles, d'autant qu'il cumule ses fonctions à Bayonne avec celle de gouverneur de Béarn et de Basse-Navarre et souverain de la petite principauté de Bidache.
Du XVIe à la fin du XVIIIe siècle, le gouverneur réside de moins en moins dans sa province, et, à partir du règne de Louis XIV, il ne peut plus s’y rendre que par commission spéciale. Un duc de Randan, commandant en chef en Franche-Comté, avoue qu'il ne sait ce qui s'y passe que par la Gazette. 
Le mémorialiste Louis de Saint-Simon hérite de son père le gouvernement de Blaye où il n'entre qu'une seule fois dans sa vie à l'occasion d'un voyage en Espagne pour éviter une querelle de préséance avec le commandant, « un fou dangereux » qui lui disputait la première place dans la ville. Cependant, il consacre de nombreuses lettres et démarches à l'entretien et aux nominations de la garnison. 

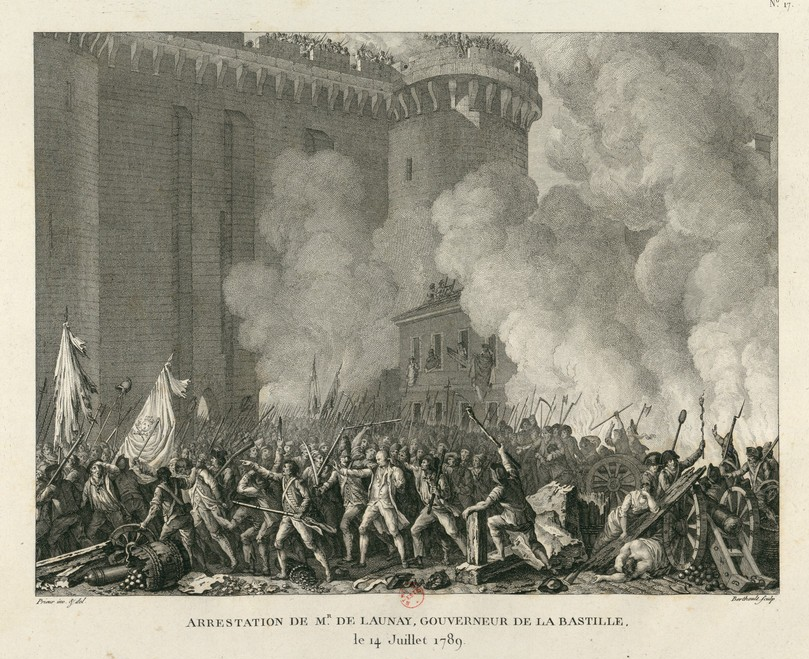
Arrestation de Bernard-René Jourdan de Launay, gouverneur de la Bastille, le 14 juillet 1789, gravure de Pierre-Gabriel Berthault (1737-1831).

Les établissements du premier empire colonial français se voient doter de gouverneurs sur le modèle de ceux des grandes places maritimes, Brest, Toulon et Rochefort : l'autorité est partagée entre le gouverneur, officier d'épée, et l'intendant, officier de plume. La plupart des gouverneurs sont issus de la marine royale de Richelieu jusqu'à Louis XVI. De 1635 à 1791, le roi nomme 48 intendants et à peu près autant de gouverneurs aux Antilles (Martinique, Guadeloupe, Saint-Domingue et leurs dépendances) ; de 1672 à 1763, 9 gouverneurs généraux au Canada plus les gouverneurs particuliers de Montréal et Trois-Rivières. Colbert interdit aux gouverneurs d'être propriétaires et planteurs dans la colonie pour éviter que leurs intérêts particuliers ne l'emportent sur leurs devoirs officiels. Au siècle suivant, des chefs comme Jacques-Charles Bochart de Champigny, gouverneur général des Isles sous le Vent acquièrent au contraire de riches domaines et contribuent au défrichement et à la mise en valeur des nouvelles possessions royales.
Il faut attendre l'ordonnance du 18 mars 1776 pour que le statut des gouverneurs soit uniformisé comme équivalent aux grades militaires. On compte alors 39 gouverneurs généraux dont 18 de première classe, fonctions réservées aux princes du sang et maréchaux de France avec un traitement de 18 000 à 60 000 livres, et 21 de seconde classe, correspondant au grade de lieutenant général des armées, avec un traitement de 21 000 à 30 000 livres ; et 114 gouvernements particuliers dont 25 de 1re classe à 12 000 livres, 25 de 2e classe  à 10 000 livres et 64 de 3e classe à 8 000 livres.
Avec la création des départements en 1790, les charges de gouverneur, lieutenant général et lieutenant de roi sont abolies par décret de l'Assemblée constituante. Les titulaires continuent de toucher leurs appointements jusqu'au 1er janvier 1791. Ceux qui avaient reçu leur charge en récompense de leurs services voient leur revenu converti en pension.

## Galerie

Portraits de gouverneurs
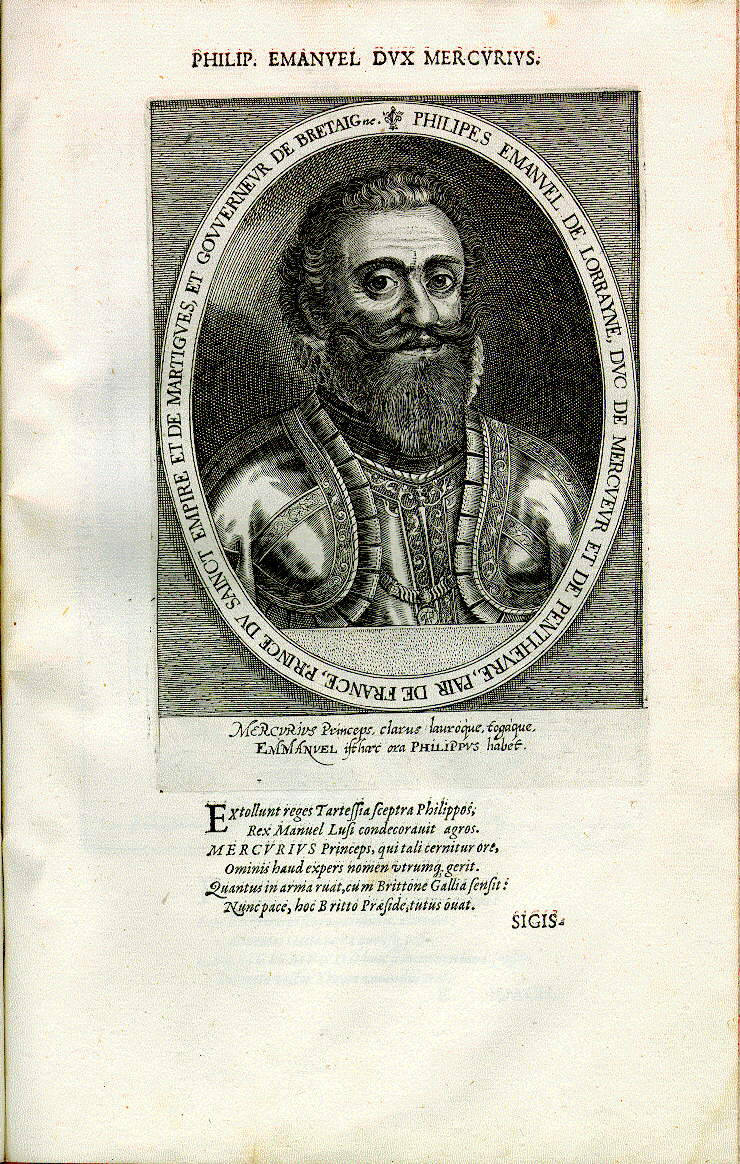
Philippe-Emmanuel de Mercoeur, gouverneur de Bretagne, gravure de Dominicus Custos (1560-1612).
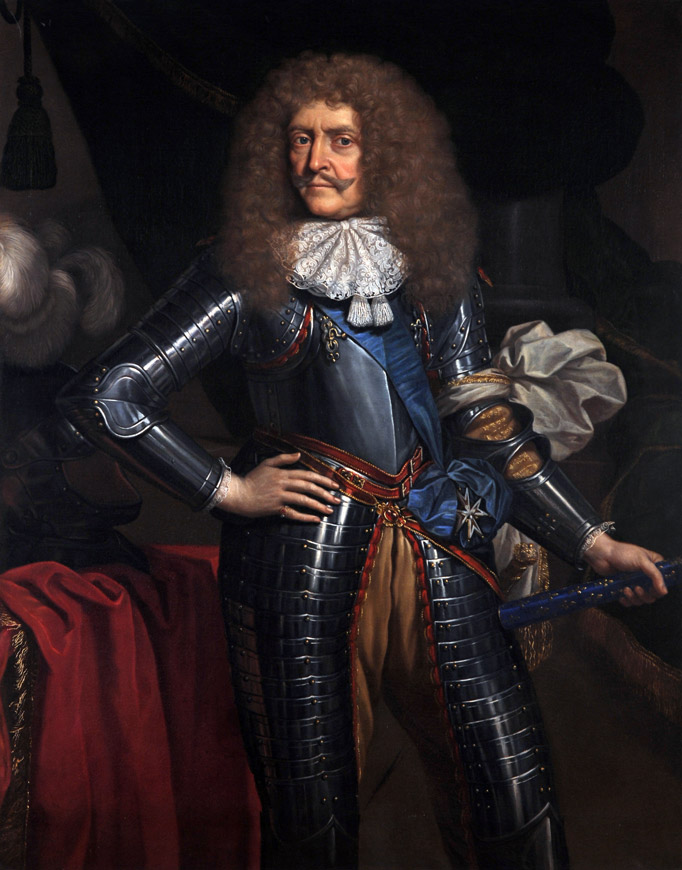
Antoine de Gramont, maréchal de France, vice-roi de Navarre et Béarn, gouverneur de Bayonne, toile v. 1670. Musée basque de Bayonne.
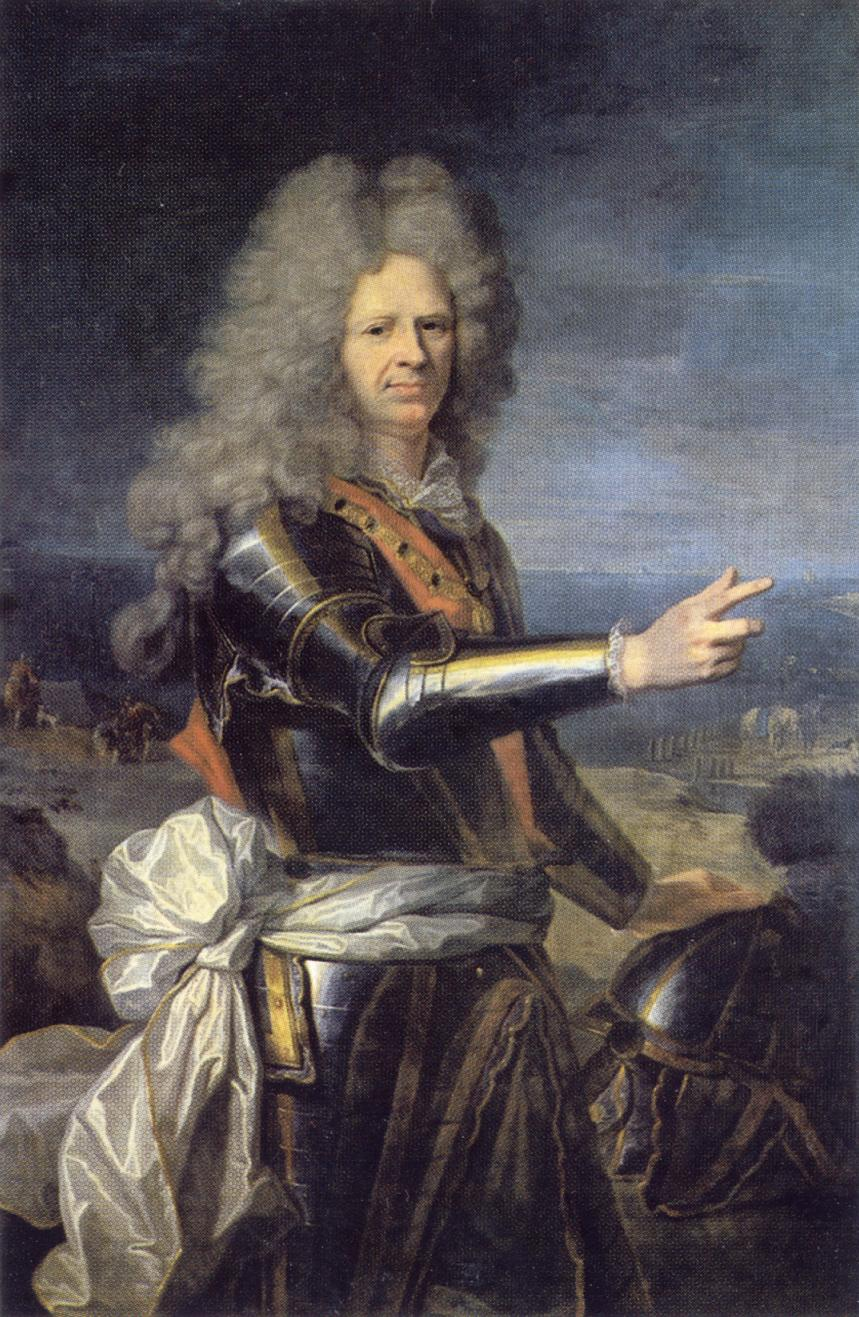
Jean-Baptiste du Casse, chef d'escadre et gouverneur de Saint-Domingue , toile de Hyacinthe Rigaud (1659–1743).
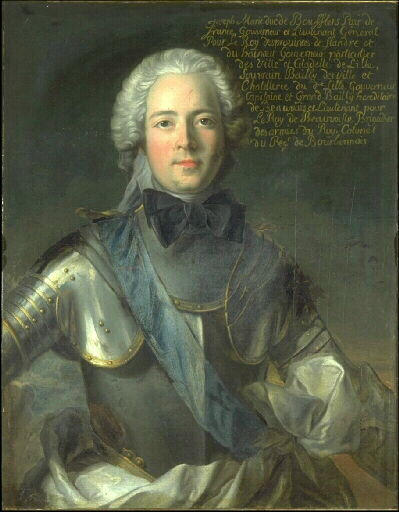
Joseph Marie de Boufflers, nommé gouverneur de Flandre à l'âge de trois ans, peinture anonyme, XVIIIe siècle